# Lluites socials

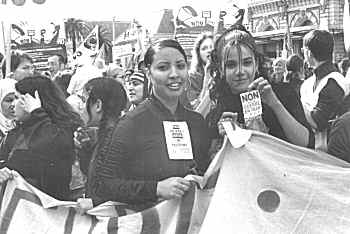
Manifestació popular

Les lluites socials o protestes obreres són manifestacions de la població en nom d'un objectiu de benestar gremial o multitudinari. També poden no tenir un objectiu definit i ser una mostra de rebot sense determinació objectiva, conducta guiada pel malestar social. Les lluites socials són part mateixa de la història de l'ésser humà, però des de les revolucions burgeses estan constantment emparentades amb la lluita de classes. En aquest sentit, un abans i un després el marca la teoria de Marx, en la qual el proletariat assoleix la seva definició com a subjecte històric.
La introducció al Manifest comunista de Karl Marx i Friedrich Engels pot prendre's com la pedra fundacional d'aquest canvi històric en la consciència de l'ésser humà: "La història de l'ésser humà és la història de la lluita de classes."
Les lluites socials de cada temps informen de les transformacions socials del període de manera fidel. Per això mateix, la història oficial tendeix a obviar molts d'aquests processos, quedant aquests en el que Walter Benjamin anomenava "les ruïnes de la història". En el període actual, antropòlegs, sociòlegs i filòsofs entre altres han categoritzat l'agrupació dels moviments crítics al neoliberalisme com a "lluites socials contra la globalització" o "lluites socials contra el neoliberalisme".
Per a sociòlegs lligats a la teoria de la societat del risc, les actuals lluites socials s'emmarquen en processos que van més enllà de la lluita contra el capital o la lluita de classes. Tindria a veure amb una manifestació encara immadura de canvi social en el qual les bases mateixes de la modernitat estarien a punt de ser superades en el futur proper. Aquestes "revolucions" potencials, que fins i tot podrien desarmar l'actual enfocament liberal de mercat, són les següents: 
- Revolució microelectrónica: juntament amb la desindustrialització, aquesta transformació planteja una nova forma filosòfica d'entendre el treball, relacions socials, estrat socioeconòmic i formes de producció. És la superació definitiva de la industrialització clàssica.
- Revolució femenina: és la transformació de la socialització del sexe (sexualitat) i la idea tradicional de família. La dona, en tant, progressivament va guanyant espais que antany eren exclusivament masculins, amb tot l'impacte social que aquest canvi suggereix.
- Revolució ecològica: des de la dècada dels 70, l'ecologisme ha anat avançant en les diferents capes de la societat sota una premissa fonamental: "el creixement té un límit". La necessitat de prendre certs punts mínims de la teoria ecològica per salvaguardar l'ecosistema, significaria necessàriament desmuntar el projecte capitalista.
- Revolució sociopolítica: és també la fi del paradigma filosòfic modern i apareixeria a conseqüència de la progressiva expansió de l'obertura del polític als ciutadans (o en alguns casos, l'acció ciutadana per omissió del polític), cosa que va fent desaparèixer les diferències clàssiques entre capitalistes i rojos. No és la fi del polític; és el renaixement del polític per a una nova era.

Les lluites socials, llavors, no tenen una inscripció determinada. Són les formes amb què un grup social reacciona enfront d'un estímul determinat (dictadura, mercat, explotació) i no, com alguns exposen a manera d'agitació i propaganda, el "camí cap al comunisme". No obstant això, darrere d'aquests moviments sempre hi ha racionalitat; per tant, cada esclat popular és responsabilitat del seu propi corpus social, elit, institucions socials, ordre social, ideologia i no una irresponsabilitat o irracionalitat col·lectiva.